# Herb gminy Gostycyn
Herb gminy Gostycyn – jeden z symboli gminy Gostycyn, ustanowiony 19 kwietnia 1996.

## Wygląd i symbolika
Herb przedstawia na tarczy dzielonej w odwróconą rosochę, którą tworzy niebieska falowana linia trzy pola - dwa w kolorze zielonym, a jedno w kolorze żółtym (symbolizujące pola i lasy gminy). Na zielonym polu umieszczono kłos zboża, a na żółtym liść dębu (symbole rolnictwa i leśnictwa). 